# Förvärvad
Förvärvad är ett begrepp inom sjukvården/medicinen som innebär att en skada eller funktionsnedsättning inte har orsaker i personens tidiga utveckling (se medfödd), utan tillkommit senare i livet till exempel till följd av trauma, stroke, malnutrition (se nutrition) eller sjukdom.
Exempel på förvärvade skador är afasi och ansiktsförlamning.